# Jan IV. Krnovský
Jan IV. Krnovský (asi 1440 – 1483) byl kníže krnovský v letech 1454–1474 a kníže vladislavský v letech 1464–1483, od roku 1456 (po obdržení údělu) pánem v Krnově a Wodzisławi. Pocházel z opavské větve přemyslovského rodu.

## Životopis
Byl synem Mikuláše V. Krnovského a Markéty Klemovské ze Lhoty (z Elguth). Roku 1452 po smrti Mikuláše V. se o regentství nad územím patřícím nezletilému dědici přeli Janova macecha Barbora z Rockenbergu a strýc Václav IV. Plnoletým byl Jan IV. uznán roku 1456 a společně s bratrem Václavem V. dědil. Starší z bratří obdržel Krnov a Wodzisław a mladší Rybnik, Pštinu a Żory.
Roku 1469 podpořil Jan IV. vojensky krále Jiřího z Poděbrad ve sporu s Matyášem Korvínem. Neukázalo se to jako dobrý krok, protože když roku 1474 na Slezsko udeřila vojenská výprava krále Matyáše, neubránil se Jan IV. uherskému útoku a byl zajat. Nejsou doklady, jak dlouho byl tehdy Jan IV. v uherském zajetí, známá je ale cena, za kterou se vykoupil: polovina Krnovska, kterou Matyáš svěřil svému synovi Jánoši Korvínovi. Na konci života tak zůstala knížeti jen Wodzisław, která byla součásti Vladislavského knížectví a to pouze ve dvou obdobích, jedním z nich bylo v majetku Jana IV. Krnovského a následně již se jednalo pouze o Vladislavské panství. Zemřel roku 1483. Neoženil se a neměl děti. Pochován je v dominikánském klášteře ve slezské Ratiboři.